# مجلة بي سي
مجلة بي سي (بالإنجليزية: PC Magazine وتعرف اختصارا بـPCMag)‏ هي مجلة أمريكية عن الحاسوب تنشرها شركة زيف ديفيس، نُشرت النسخة المطبوعة من المجلة ابتداءا من عام 1982 إلى يناير 2009. وبدأ نشر النسخة الإلكترونية في أواخر 1994 ومازالت مستمرة حتى يومنا هذا.